# Oliveria bruguieri
Oliveria bruguieri är en flockblommig växtart som beskrevs av Hippolyte François Jaubert och Édouard Spach. Oliveria bruguieri ingår i släktet Oliveria och familjen flockblommiga växter. Inga underarter finns listade i Catalogue of Life.